# Joel Eriksson Ek
Joel Eriksson Ek (* 29. Januar 1997 in Karlstad) ist ein schwedischer Eishockeyspieler, der seit Juli 2015 bei den Minnesota Wild in der National Hockey League unter Vertrag steht. Mit der schwedischen Nationalmannschaft gewann der Center bei der Weltmeisterschaft 2017 die Goldmedaille.

## Karriere
Joel Eriksson Ek wurde in Karlstad in eine Eishockey-Familie geboren, so verbrachte sein Vater Clas Eriksson nahezu seine gesamte bisherige Karriere als Spieler und Trainer beim Färjestad BK aus seiner Heimatstadt. Insofern durchlief Joel Eriksson Ek – ebenso wie sein jüngerer Bruder Olle (* 1999) nach ihm – in seiner Jugend ebenfalls die Nachwuchsabteilungen des Färjestad BK. Für dessen U20 debütierte er in der Saison 2013/14 in der J20 SuperElit, der höchsten Juniorenliga Schwedens, bevor er dort im Jahr darauf 32 Scorerpunkte in 25 Spielen erzielte. Mit diesen Leistungen empfahl sich der Mittelstürmer nicht nur für die Herren-Auswahl seines Heimatvereins, für die er in der Folge auf 34 Spiele in der Svenska Hockeyligan kam, sondern auch für die Scouts der National Hockey League (NHL), die ihn in den Draft-Ranglisten einhellig als Erstrunden-Pick handelten. Im eigentlichen NHL Entry Draft 2015 wurde der Schwede dann an 20. Position von den Minnesota Wild ausgewählt und im Juli 2015 mit einem Einstiegsvertrag ausgestattet.

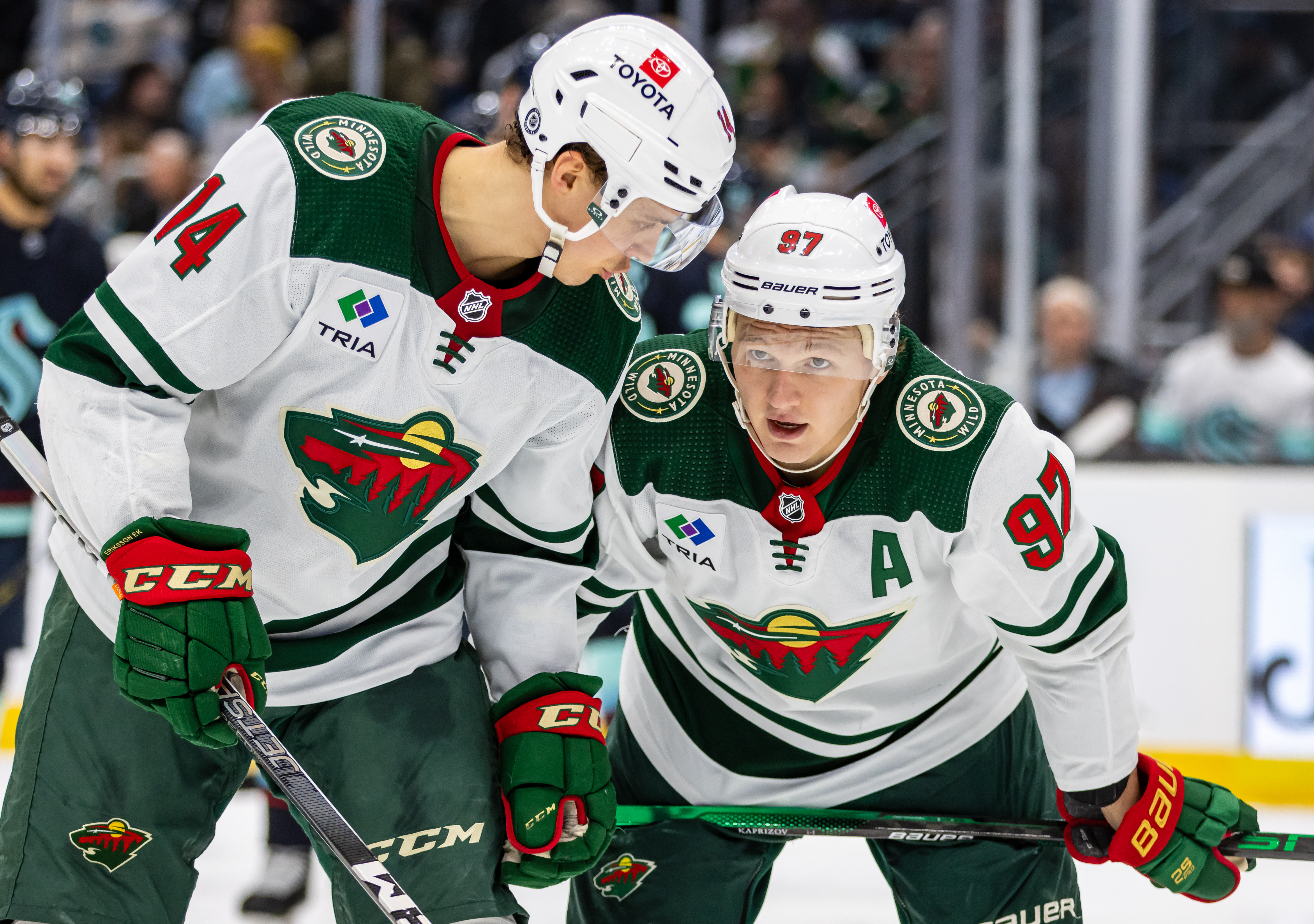
Joel Eriksson Ek (li.) und Kirill Kaprisow (Dez. 2023)

Vorerst kehrte Eriksson Ek allerdings auf Leihbasis zum Färjestad BK zurück und verbrachte dort die Saison 2015/16, in der dem Angreifer in 41 Spielen neun Tore und sechs Vorlagen gelangen. Im Anschluss fand er auch im KHL Junior Draft 2016 Berücksichtigung und wurde dort an 95. Position vom HK Sibir Nowosibirsk ausgewählt. Im Sommer 2016 trat der Angreifer dann endgültig in die Organisation der Wild über und debütierte im Oktober 2016 in der NHL, wobei ihm direkt sein erstes Tor in der höchsten Spielklasse Nordamerikas gelang. Nach neun Einsätzen und fünf Scorerpunkten gaben ihn die Wild im November 2016 für den Rest der Saison an seinen Heimatverein Färjestad BK ab, um ihm weiterhin Spielpraxis zu gewähren. Nach dem Ende der Saison in Schweden kehrte der Angreifer zu den Wild zurück und kam in regulärer Saison und Playoffs auf weitere 9 NHL-Einsätze.
Mit Beginn der Spielzeit 2017/18 erspielte sich der Schwede einen festen Platz im NHL-Aufgebot der Wild und kam fortan nur noch sporadisch in der AHL zum Einsatz. In der Saison 2020/21 übernahm er das Amt des Assistenzkapitäns in Minnesota und etablierte sich zugleich als einer der besten defensiven Angreifer der Liga, so belegte er am Ende der Spielzeit Rang vier in der Wahl für die Frank J. Selke Trophy. In der Folge unterzeichnete Eriksson Ek im Juli 2021 einen neuen Achtjahresvertrag bei den Wild, der ihm ein durchschnittliches Jahresgehalt von 5,25 Millionen US-Dollar einbringen soll. In der anschließenden Spielzeit 2021/22 verzeichnete er mit 49 Scorerpunkten aus 77 Partien seinen bisherigen Karriere-Bestwert, den er im Jahr darauf noch einmal auf 61 Punkte steigerte.

### International
Im Jahr 2014 nahm er mit den Nachwuchs-Nationalmannschaften Schwedens erstmals an größeren Turnieren teil, als er sein Heimatland bei der World U-17 Hockey Challenge sowie beim Ivan Hlinka Memorial Tournament vertrat. Zudem war er Teil der Tre Kronor bei der U18-Weltmeisterschaft 2015, der U20-Weltmeisterschaft 2016 sowie der U20-Weltmeisterschaft 2017, verpasste mit der Mannschaft allerdings jeweils die Medaillenränge.
Während der Saison 2016/17 debütierte Eriksson Ek für die A-Nationalmannschaft Schwedens bei der Euro Hockey Tour und stand auch in deren Aufgebot bei der Weltmeisterschaft 2017, wo er mit dem Team die Goldmedaille gewann.

## Erfolge und Auszeichnungen
- 2017 Goldmedaille bei der Weltmeisterschaft
- 2024 Bronzemedaille bei der Weltmeisterschaft

## Karrierestatistik
Stand: Ende der Saison 2024/25

### International
Vertrat Schweden bei:
| - World U-17 Hockey Challenge 2014 - Ivan Hlinka Memorial Tournament 2014 - U18-Weltmeisterschaft 2015 - U20-Weltmeisterschaft 2016 | - U20-Weltmeisterschaft 2017 - Weltmeisterschaft 2017 - Weltmeisterschaft 2024 - 4 Nations Face-Off 2025 |

(Legende zur Spielerstatistik: Sp oder GP = absolvierte Spiele; T oder G = erzielte Tore; V oder A = erzielte Assists; Pkt oder Pts = erzielte Scorerpunkte; SM oder PIM = erhaltene Strafminuten; +/− = Plus/Minus-Bilanz; PP = erzielte Überzahltore; SH = erzielte Unterzahltore; GW = erzielte Siegtore; 1 Play-downs/Relegation; Kursiv: Statistik nicht vollständig)